# CDGO
CDGO é um portal de comércio electrónico português, disponível em inglês e espanhol. Vende on-line produtos como CD, DVD, SACD, vinil e livros. Para efectuar a compra é necessário o registo, para segurança da mesma.
A loja ocupa um edifício centenário, classificado, de três andares na cidade do Porto, em Portugal, sendo a mais antiga na cidade. É pioneira em vendas on-line no país.
Passaram pela loja nomes ilustres do cenário musical como Abztraqt Sir Q, A Jigsaw, Aquaparque, Caléxico, Damon & Naomi, Foge Foge Bandido, Judy Collins, Mark Eitzel, Noiserv, Norberto Lobo, Old Jerusalem, Rickie Lee Jones, Rui Veloso, The Sea & Cake e Twinemen.

## Informações
Devido à legislação portuguesa, não é possível comercializar vídeos importados se distribuídos por editoras nacionais. Também proporciona o patrocínio de concertos no próprio edifício.